# Annie Nyström
Annie Nyström, född 17 januari 1874 i S:t Laurentii församling, död där 24 juli 1914, var en svensk samskollärare och lokalpolitiker (De frisinnade). 

## Biografi
Nyström anställdes 1904 som lärare vid Söderköpings samskola. 1910 blev hon ledamot av Söderköpings fattigvårdsstyrelse. 1911 blev hon en av de första 37 kvinnliga stadsfullmäktige i Sverige, och den första kvinnliga ledamoten i Söderköpings stadsfullmäktige.